# Héloïse de Montfort

Héloïse de Montfort est une série de bande dessinée historique écrite par le Français Richard Marazano et dessinée par l'Espagnol Alfonso Font. Ses trois volumes ont été publiés par Glénat entre 2010 et 2012.
Elle met en scène l'archère Héloïse de Montfort qui, accompagnée de camarades mercenaires, réalise diverses missions dans l'Italie médiévale.

## Albums parus
- Héloïse de Montfort, Glénat, coll. « Vécu » :

1. Les 5 Archers du puits aux  âmes, 2010  (ISBN 978-2-7234-6393-5)[1],[2],[3],[4].
2. Le Pont du diable, 2010  (ISBN 978-2-7234-6807-7)[5],[6],[7].
3. Le Spectre du croisé, 2012  (ISBN 978-2-7234-7292-0)[8],[9].

### Documentation
- Alfonso Font (int. par Frédéric Bosser), « Ainsi font, font, Font... », DBD, no 43,‎ mai 2010, p. 48-54.